# Weird Romance (comédie musicale)
Weird Romance est une comédie musicale américaine écrit par A. Brennert, ouvert pour la première fois en 6 avril 1993 à Palace Theatre,,.

## Synopsis

### Prologue
Romance étrange est une comédie musicale de deux en un acte contenant un curieux mélange d'un cadre de science-fiction autour de thèmes traditionnels - le fossé des générations, un triangle amoureux et le conflit archétypale entre ceux qui ont le pouvoir et ceux qui en ont pas. La première, la fille qui était branché, est d'environ un sac-dame sans-abri dont l'âme est transplanté par une société qui fabrique des célébrités dans le corps d'un androïde femelle magnifique. La seconde, Son âme Pilgrim, est d'environ un scientifique qui étudie l'imagerie holographique. Un jour, un testament olographe mystérieuse "vivant", apparemment une femme morte depuis longtemps, apparaît et change sa vie pour toujours.

## Fiche technique
- Titre : Weird Romance
- Livret : A. Brennert
- Paroles : David Spencer
- Musique : Alan Menken

## Distribution
- Beth Fowler
- Tom Bosley
- Ellen Greene : Lisa
- Janis Roswick-Menken : Aida
- Alan Menken

| - Weird Romance (Overture) - Stop And See Me chantée par Ellen Greene - That's Where We Come In chantés par Ellen Greene et Jonathan Hardary - Feeling No Pain chantés par Ellen Greene Marguerite MacIntyre William Youmans - Pop! Flash! - Amazing Penetration chanté par Jonathan Hardary - Eyes That Never Lie chanté par Sal Viviano - No One Can Do chantés par William Youmans et Ellen Greene - Endgame: The Final Sequence | - My Orderly World (Overture) - Journey To The Past chantée par Janis Roswick-Menken - Need To Know - Heavy Memory chanté par Alan Menken - You Remember - Another Woman - Pressing Onward, Moving Forward - I Can Show You A Thing Or Two - A Man - Someone Else Is Waiting - Never Thought it that Way chantés par Alan Menken et Janis Roswick-Menken |